# Tramuschio
Tramuschio (Tramùs-c′ in dialetto mirandolese), in passato chiamata anche Tramuschio in palude, è una frazione di Mirandola in provincia di Modena.
Dista circa 8,3 km da Mirandola e 1,5 km da San Giovanni del Dosso e 4 km da Poggio Rusco (provincia di Mantova).

## Storia

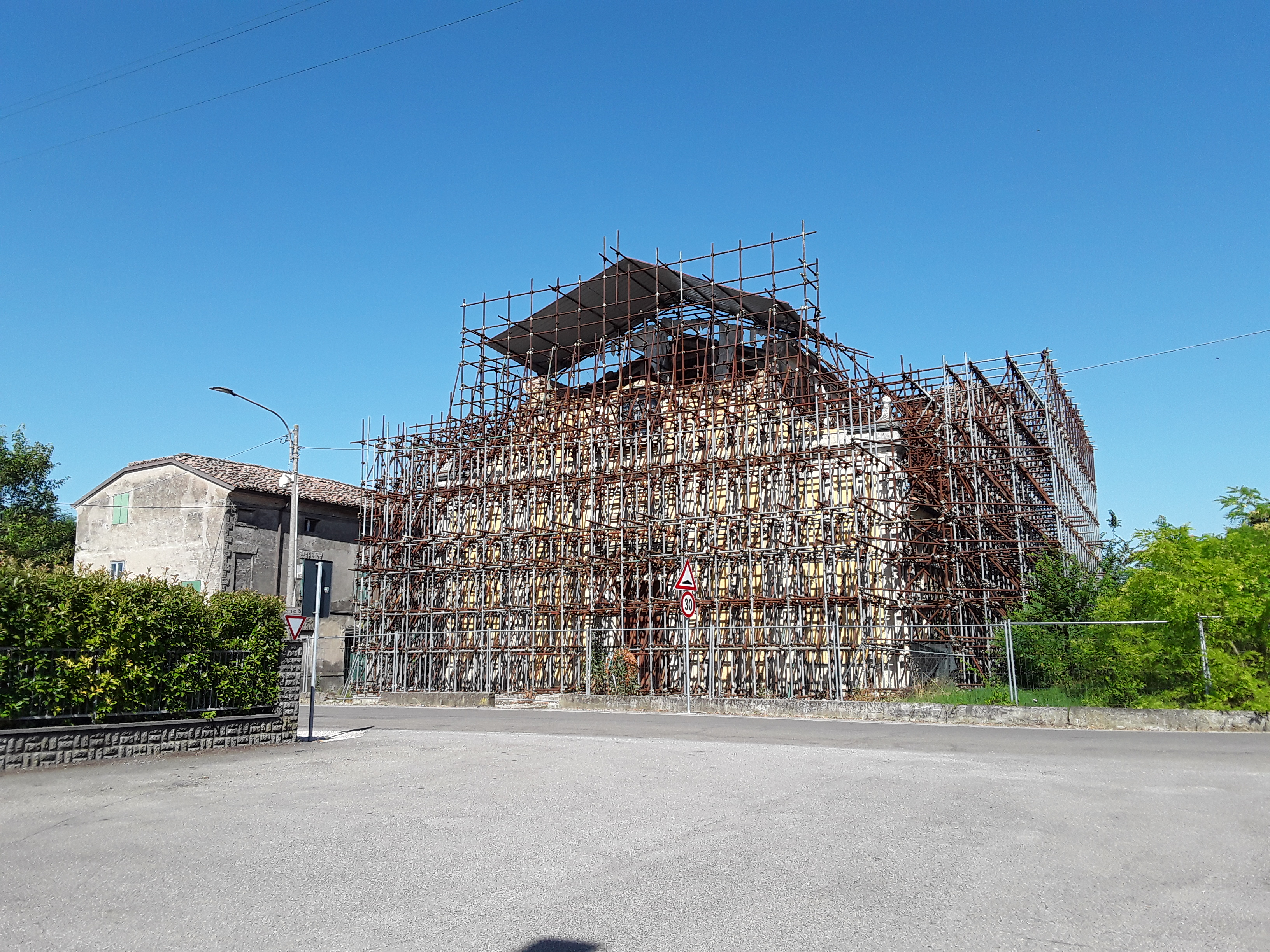
La chiesa di Tramuschio nel 2019

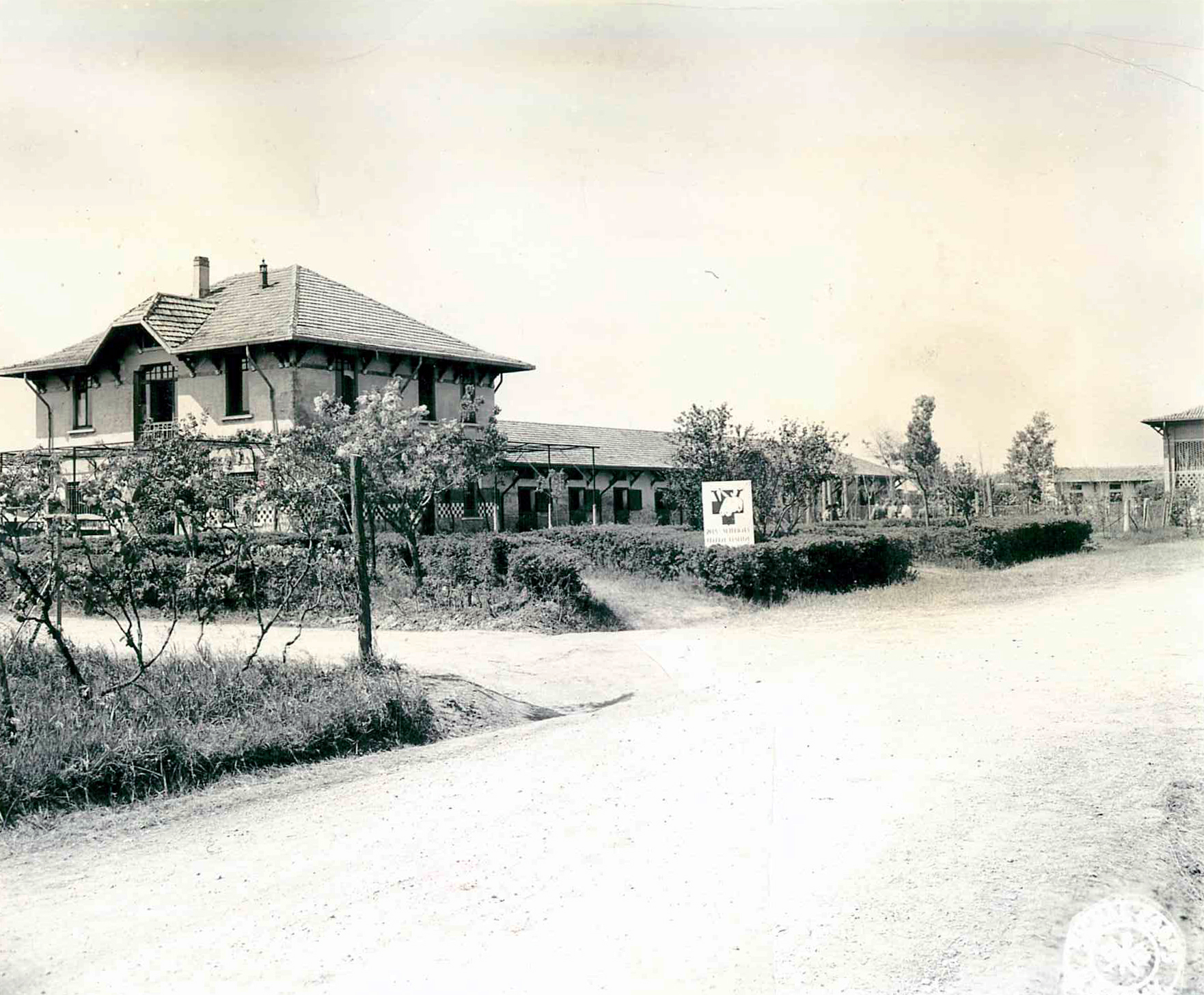
Il 2605º ospedale veterinario statunitense allestito alla fine della seconda guerra mondiale a Tramuschio

I primi insediamenti risalgono all'età preistorica e romana. Anticamente il Po di Tagliata scorreva in questa zona ed è ricordato un portus Tramuscli in cui si fermavano i boscaioli ferraresi.
Situata esattamente sulla linea di confine posta tra Emilia-Romagna e Lombardia, la località di Tramuschio è stata da sempre luogo di frontiera, anticamente tra il Ducato della Mirandola e quello di Mantova e poi tra il Regno d'Italia e il Regno Lombardo-Veneto fino al 1866.
Per tale motivo, già nel 1311 la località di Tiramuschio era citata in un documento storico che attesta la presenza di un hospitale dei Canonici regolari di Sant'Antonio di Vienne, in cui venivano curati i viandanti e i pellegrini. In seguito tale struttura venne chiusa il 14 ottobre 1458 e accorpata all'altro ospedale di Sant'Antonio Viennese situato a Mirandola, il quale a sua volta confluì nell'ospedale Santa Maria Bianca.
Il 15 gennaio 1485 è attestata la presenza a Tramuschio del trentino Nicolò di Alberto di Costantino Luteri, padre di Battista e Giovanni di Niccolò Luteri, meglio conosciuti come Battista Dossi e Dosso Dossi, famosi pittori rinascimentali della scuola ferrarese. Il soprannome dei due fratelli Dossi deriva dal toponimo di un podere acquistato dal padre, situato nella vicina "Dosso Scaffa", oggi chiamata San Giovanni del Dosso (che si trova a 1,5 km da Tramuschio).
Nel 1616 gli abitanti di Tramuschio demolirono l'antica chiesa di Sant'Antonino (costruita del XVI secolo in sostituzione di una chiesa più antica), che veniva spesso allagata in quanto si trovava in una depressione del terreno (chiamata Chiavica o Pinzone); sulle rovine dell'edificio venne poi edificata l'attuale chiesa della Visitazione della Beata Vergine Maria, poi riedificata alla fine del XIX secolo.
Nel 1788 venne registrata una popolazione di 425 abitanti e un'estensione di 2932 biolche.
Durante il Risorgimento vi furono diversi scontri tra italiani e soldati austriaci nei pressi delle Regie dogane di Tramuschio.
Come tutta la bassa modenese e le zone limitrofe, anche Tramuschio è stata duramente colpita dal Terremoto dell'Emilia del 2012. I danni maggiori si registrano soprattutto nella chiesa parrocchiale e negli edifici rurali storici (casolari e fienili).
Il 21 luglio 2024, è stata riaperta al culto la chiesa parrocchiale, la terza, dopo la Chiesa di Santa Giustina Vergine e Martire, nel territorio di Mirandola a "risorgere" dalle macerie del sisma del 2012.

## Monumenti e luoghi d'interesse

### Architetture religiose
- Chiesa della Visitazione della Beata Vergine Maria,  a tre navate ed è dedicata alla Visitazione della Beata Vergine Maria. Nel 1821 la chiesa, che dipendeva dalla Pieve di Quarantoli, passò dalla diocesi di Reggio Emilia a quella di Carpi e qualche decennio dopo venne restaurata. Successivi restauri risalgono al 1933 e 1978. L'altare di marmo è del 1883, anche se sul retro vi è la data del 1515 (anno di erezione della prima chiesa) e accanto i segni del livello dell'acqua raggiunto nelle inondazioni del Po nel 1832 e 1872, che arrivano ad altezza d'uomo. Nella nicchia del coro è esposto un dipinto incorniciato della Visitazione (XVIII secolo). Sul pavimento della navata laterale è collocato un organo del 1896 di Antonio e Giosuè Battani[13] e un confessionale in legno intagliato del XVI secolo. Le belle vetrate, realizzate a Verona nel 1978, raffigurano san Luigi Gonzaga, sant'Antonio abate, sant'Agnese e san Massimiliano Maria Kolbe, mentre il vetro rosone rappresenta il volto della Madonna di fronte a quello di santa Elisabetta. Il piccolo campanile è simile a quello di Quarantoli, con le bifore nella cella campanaria. La chiesa è stata gravemente danneggiata dal terremoto dell'Emilia del 2012, essendo crollati il timpano della facciata ed alcune volte del soffitto[14]. È stata riaperta al culto con una solenne celebrazione presieduta dal Vescovo di Carpi Erio Castellucci in 21 luglio 2024.

### Altri luoghi

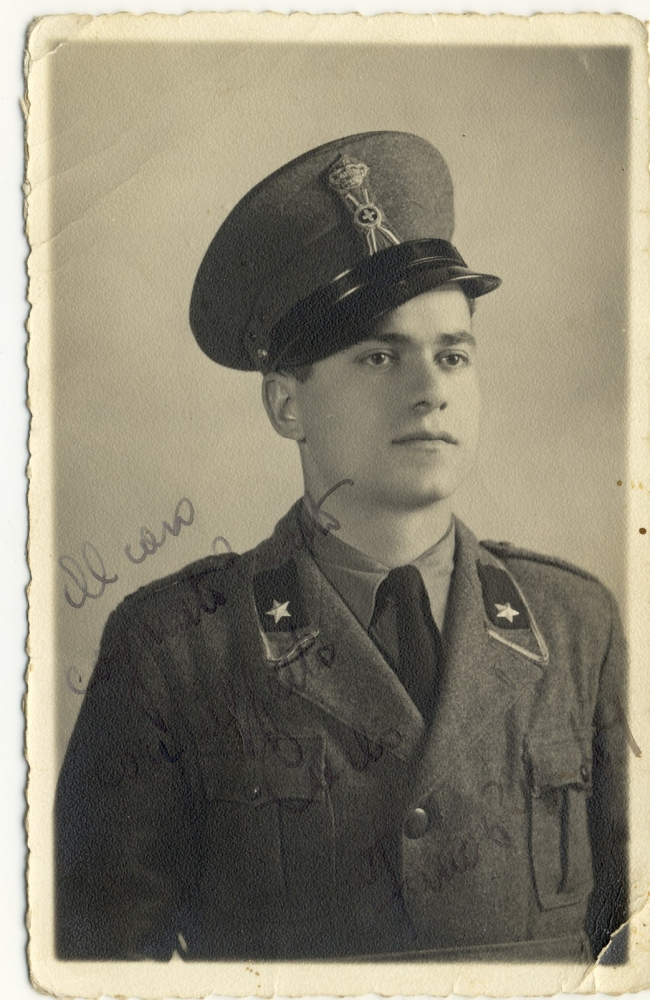
Carlo Fila, vittima dell'eccidio nazista di Bassano del Grappa

La via principale del paese è dedicata alla memoria di Carlo Fila (1914-1944), insegnante nato a Tramuschio e vittima dell'eccidio nazista di Bassano del Grappa del 26 settembre 1944.

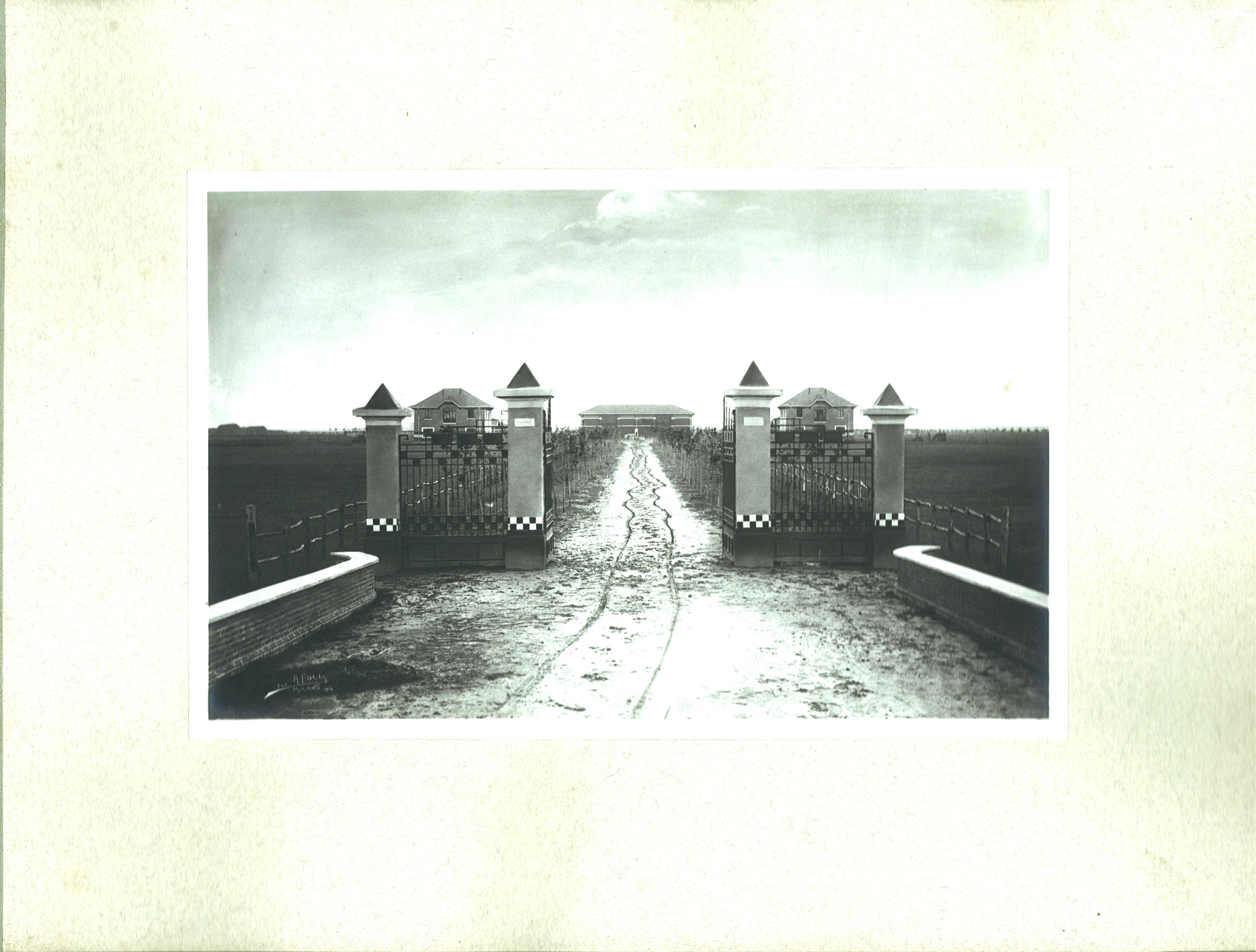
Cap. Antonio Dall'Acqua Allevamento del Tramuschio 1914

Percorrendo la SS12 dell'Abetone e del Brennero, tra Tramuschio e Mirandola, si possono notare ancora i 3 edifici che appartenevano al Capitano Antonio Dall'Acqua proprietario dell'allevamento equino di Tramuschio, dove i cavalli venivano destinati all'esercito ad inizi del 1900.

## Società

### Lingua e dialetti
Oltre alla lingua italiana, a Tramuschio è utilizzato il locale dialetto mirandolese e il dialetto basso mantovano, entrambi varianti della lingua emiliana.

## Cultura

### Cucina
Oltre alla tipica cucina mirandolese e mantovana, il piatto tipico di Tramuschio è la cosiddetta fuiàda, ovvero le tagliatelle di pasta sfoglia all'uovo da condire con il ragù all'emiliana. Nel mese di luglio, esattamente la terza domenica, viene organizzata la sagra d'la fuiada.

## Economia e sviluppo
L'attività prevalente è l'agricoltura. I prodotti principali sono mele (tra cui quelle campanine), pere, foraggio, barbabietole da zucchero, mais e frumento, ma anche angurie e meloni nelle valli mirandolesi e dai primi anni del duemila si registrano coltivazioni intensive di pomodori, i quali vengono consegnati per la trasformazione alle maggiori aziende italiane di food (Mutti, Menù, ecc.).

## Infrastrutture e trasporti
La frazione viene fiancheggiata dalla Ciclovia del sole un percorso ciclabile ricavato sull'ex tracciato ferroviario della Bologna-Verona. La ciclabile al momento non è completa, e la partenza si trova a Tramuschio in via Pinzone.
Percorrendo la ciclabile, si può vedere la stazione di Tramuschio (oggi abbandonata) che serviva la località sulla ferrovia Bologna-Verona.
Attualmente è servita da servizi di linea stradali dell'APAM, che collegano Tramuschio con Mirandola e il mantovano.